# Canal de Beagle

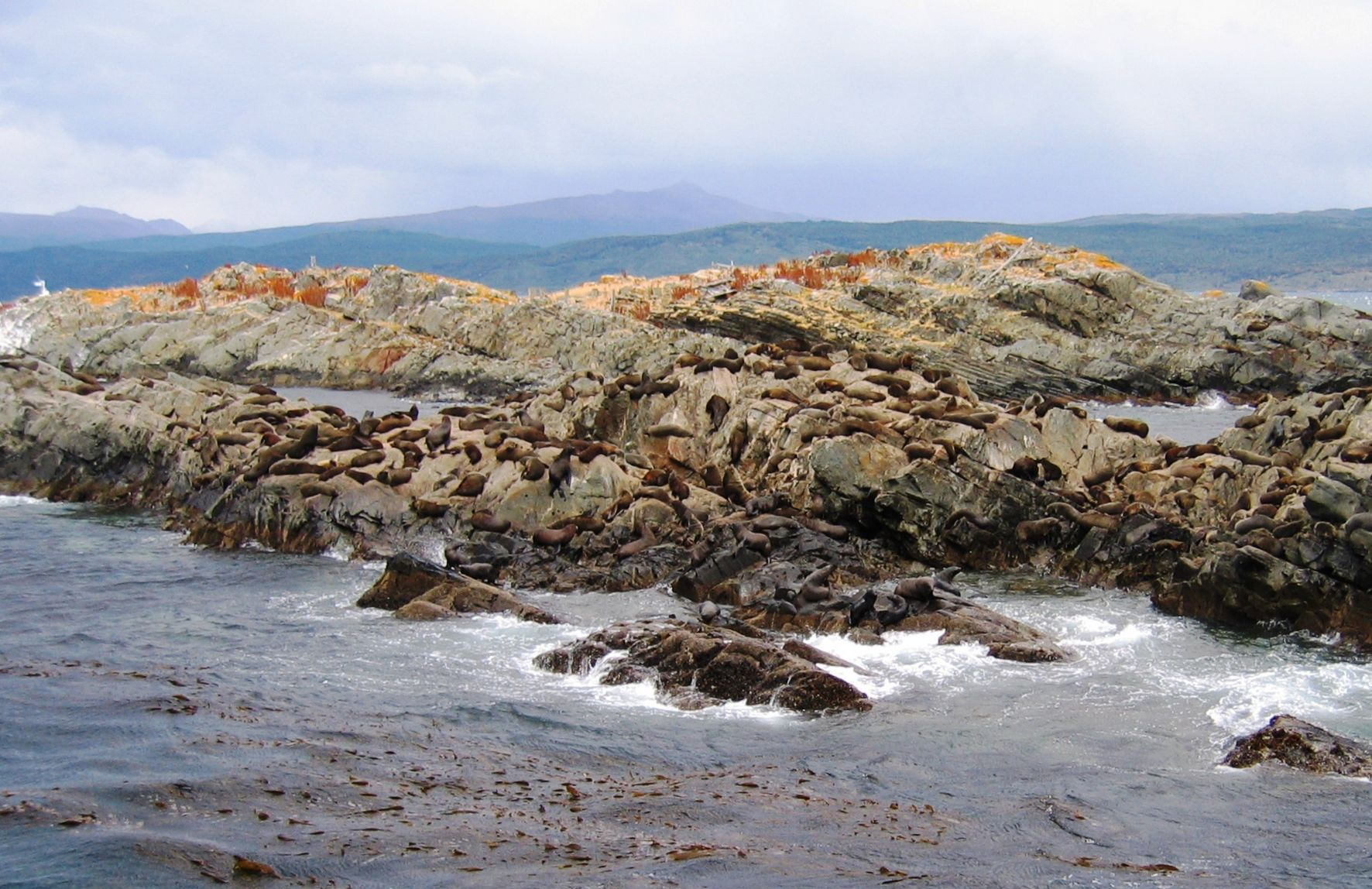
Illa al canal amb llops marins, a prop de Ushuaia

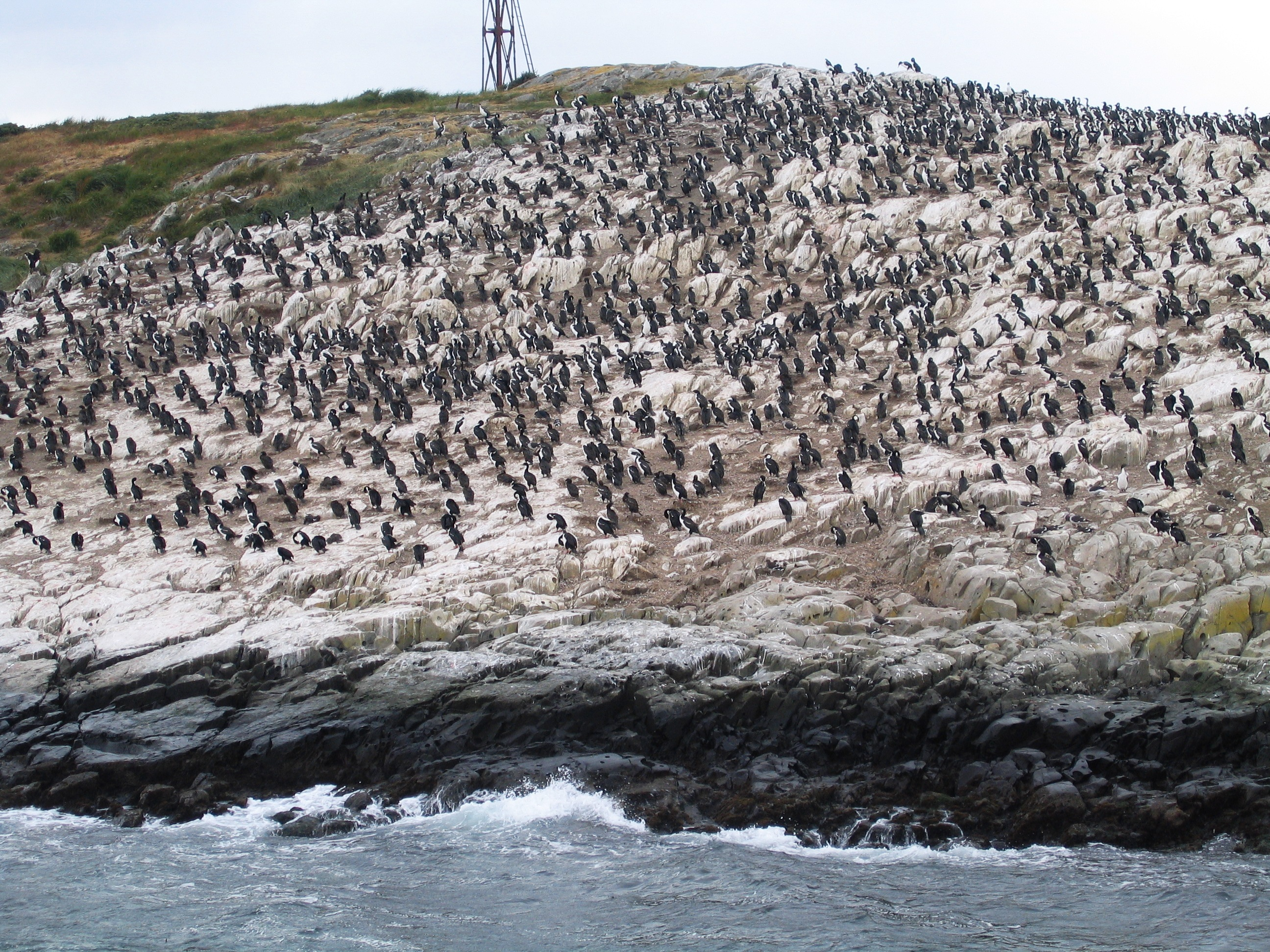
Illa amb corbs marins

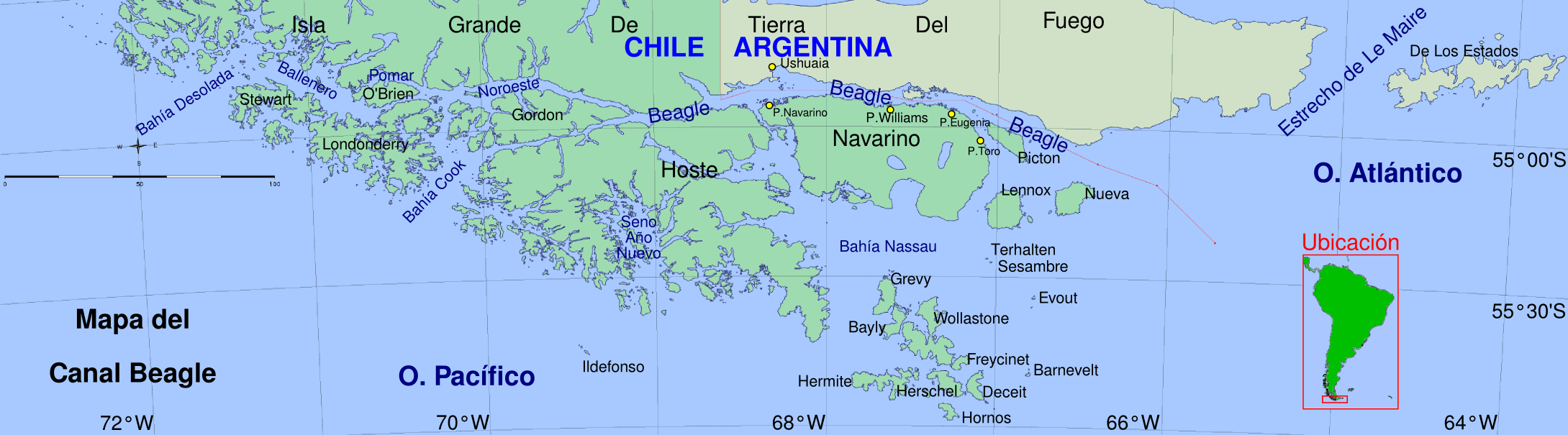
Mapa del canal de Beagle

El canal de Beagle és un accident geogràfic de l'extrem sud del continent americà, situat entre els meridians 68° 36′38,5W i 66° 25′00W. La seva part oriental constitueix la frontera entre Xile i l'Argentina, però la seva part occidental és de Xile. Es tracta d'un estret separant illes de l'arxipèlag de la Terra del Foc, a l'extrem sud d'Amèrica del Sud. Separa l'Isla Grande de Tierra del Fuego de diverses petites illes al sud.
La seva denominació procedeix del bergantí HMS Beagle patronat per Robert Fitz Roy que va arribar al lloc el 1830. El descobridor del canal va ser el tinent M. Murray de la mateixa nau.
El canal de Beagle mesura aproximadament 240 km de longitud i la seva amplada mínima és d'aproximadament 5 km. A l'oest, enllaça al Pacífic pel canal de Darwin. Encara que sigui navegable per grans vaixells, existeix altres carreteres més segures al sud (passatge de Drake) i al nord (estret de Magallanes). En novembre de 1984 la frontera a la zona austral es va establir definitivament després de llargues negociacions i la mediació de Joan Pau II pel Tractat de Pau i d'Amistat entre Argentina i Xile de 1984, un tractat perpetu signat al Vaticà pels representants d'ambdós països.